# Dépôt (informatique)
Pour les articles homonymes, voir Dépôt.
En informatique, un dépôt ou référentiel (de l'anglais repository) est un lieu de stockage de paquets logiciels. Ce peut être un support directement accessible par l'utilisateur (DVD, disque dur, disque électronique...) ou plus couramment un serveur sur internet.
En programmation informatique, le concept de dépôt s'applique aux logiciels de gestion de versions.

## Dépôts de logiciels
La plupart des distributions GNU/Linux utilisent des dépôts accessibles sur Internet, officiels et non officiels, permettant aux utilisateurs de télécharger et de mettre à jour des logiciels compatibles. Ces logiciels sont distribués sous forme de paquets.
Le logiciel de construction de projet Apache Maven dispose également d'une gestion fine des dépôts pour rendre disponible aussi bien les plugins utilisés par Maven lui-même, que les projets générés par Maven.

## Dépôt de code source
Les logiciels de gestion de versions tels CVS ou SVN, disposent également du concept de dépôt pour le code source. Le dépôt désigne alors l'endroit où les modifications apportées aux fichiers sont stockées. Le concept s'applique toutefois au-delà de l'architecture aux différents nœuds d'un système décentralisé, et ce, indépendamment du workflow.